# Las Hilanderas (Velázquez)
Las Hilanderas este o pictură realizată în ulei pe pânză de către artistul spaniol Diego Velázquez în 1655. Este cunoscută și prin titlul Fabula lui Arachne. Este de obicei privită ca o lucrare târzie a artistului, datând din jurul anului 1657.
Se credea că tabloul înfățișa femeile muncitoare din atelierul de tapiserie din Santa Isabel. În 1948, însă, Diego Angula a observat că iconografia sugerează că ar fi Fabula lui Arachne a lui Ovidiu, povestea muritoarei Arachne care a îndrăznit să o provoace pe zeița Athena la o competiție de țesut și, după câștigarea concursului, a fost transformată într-un păianjen de zeița geloasă. Aceasta este acum acceptată în general ca interpretarea corectă a tabloului.
A fost pictat pentru Don Pedro de Arce, vânător al regelui Filip al IV-lea. A intrat în colecția regală în secolul al XVIII-lea și a fost probabil deteriorat de incendiul de la Alcazarul Regal din Madrid, în 1734. S-au adăugat noi secțiuni în laterale (37 cm în total) și peste 50 cm în partea de sus a pânzei. Pictura rămâne la dimensiunea extinsă, dar este în prezent (în noiembrie 2013) expusă în spatele unui ecran cu un cadru adăugat peste o secțiune decupată care dezvăluie doar dimensiunile originale.
Elemente stilistice, cum ar fi luminozitatea, utilizarea economică a vopselei și influența clară a barocului italian, au determinat mulți savanți să afirme că a fost pictată în 1657. Alții o plasează mai devreme, într-o perioadă între 1644-50, poate deoarece anumite aspecte ale formei și conținutului său amintesc de corpurile pe care Velázquez le-a pictat în cariera sa timpurie.
În Las Hilanderas, Velázquez a dezvoltat o compoziție stratificată, o abordare pe care o folosise adesea în peisajele sale anterioare, cum ar fi Hristos în casa Martei și a Mariei. În prim plan este competiția. Zeița Atena, deghizată în bătrână, se află în stânga și Arachne, cu o bluză albă, orientat departe de privitor, este în dreapta. Trei persoane le ajută. În fundal, o platformă ridicată (poate o scenă) expune tapiserii terminate. Cel vizibil pentru noi este cel al lui Arachne, care arată „Violul Europei” - un alt mit grecesc. Aceasta este de fapt o copie a picturii lui Tițian asupra subiectului, care se afla în colecția regală spaniolă.
Pictura a fost interpretată ca o alegorie a artelor și chiar ca un comentariu asupra varietății de eforturi creative, cu artele plastice reprezentate de zeiță și cu meșteșugurile reprezentate de Arachne. Alții cred că mesajul lui Velázquez a fost pur și simplu acela de a crea o operă de artă extraordinară, fiind necesară atât o mare creativitate, cât și o muncă grea din punct de vedere tehnic. Alți cercetători au văzut alegorii politice în lucrare și au interpretat-o prin intermediul culturii populare.